# Luis Antonio Valencia
Luis Antonio Valencia Mosquera (Lago Agrio, Ekvador, 4. kolovoza 1985.), poznatiji kao Antonio Valencia, bivši je ekvadorski nogometaš.

## Klupska karijera

### Počeci
Valencia je proveo siromašno djetinjstvo u rodnom Lago Agriju. Nakon napredovanja u mladim kategorijama ekvadorskog kluba Club Deportivo El Nacional, Valencia ubrzo ulazi u prvu momčad. U klubu je ostvario preko 80 nastupa te transfer u španjolski Villarreal 2005.

### Villarreal / Recreativo
Nakon svega dvije utakmice u Villarrealu, Valencia je transferiran u Recreativo gdje je kao posuđeni igrač proveo sezonu 2005./06. 

### Wigan
Nakon toga sljedeće dvije sezone, Valencia provodi na posudbi u engleskom Wiganu. Svoj debi u Wiganu, Valencia je imao 19. kolovoza 2006. u 2:1 porazu od Newcastle Uniteda, dok svoj prvi pogodak za Wigan postiže 21. listopada 2006. u utakmici protiv Manchester Cityja.
Istekom posudbe, u siječnju 2008. Wigan s Valencijom potpisuje ugovor na tri i pol godine te neobjavljeni iznos transfera.
Odličnim igrama u Wiganu, Valencia je privukao pažnju nekoliko najjačih svjetskih klubova. Nakon što je odbio ponudu Real Madrida, potpisao je za Manchester United u lipnju 2009. Među "Crvene vragove", Valencia je doveden kao zamjena za Cristiana Ronalda koji tada prodan u madridski Real.

### Manchester United
Dana 30. lipnja 2009. Valencia postaje prva ljetna akvizicija dovedena u Manchester United. Čak je i sam Antonio Valencia prekinuo vlastiti godišnji odmor kako bi došao na liječnički pregled. Nakon uspješno obavljenog pregleda, Valencia je s Unitedom potpisao četverogodišnji ugovor dok iznos transfera nije objavljen. Pretpostavlja se da je iznos transfera iznosio 16 mil. funti.
Svoj debi u dresu Manchester Uniteda ostvario je u FA Community Shieldu, gdje je u igru ušao u 62. minuti umjesto ozlijeđenog Nanija. 17. listopada 2009. postiže svoj prvi gol za United u 2:1 pobjedi protiv Bolton Wanderersa, dok je svoj prvi pogodak u Ligi prvaka ostvario svega četiri dana kasnije, u 1:0 pobjedi protiv CSKA Moskve.
Antonio Valencia nastupao je u početnom sastavu Manchester Uniteda u finalu engleskog Liga kupa protiv Aston Ville. United je pobijedio rezultatom 2:1, a pobjednički gol zabio je Wayne Rooney nakon akcije koju je izveo upravo Valencia. Na kraju utakmice, Valencia je proglašen igračem utakmice.

## Reprezentacija
Svoj prvi reprezentativni nastup Valencia je ostvario protiv Paragvaja 27. ožujka 2005., u kvalifikacijskoj utakmici za SP 2006. Utakmica je završena pobjedom Ekvadora od 5:2, a Valencia je postigao dva pogotka. Za reprezentaciju Ekvadora nastupao je i na samome Mundijalu u Njemačkoj, te je izabran kao jedan od kandidata za idealnu momčad prvenstva. Također, ušao je i u uži izbor među šest potencijalnih kandidata za Gillette-ovu nagradu za najboljeg mladog igrača. Budući da je to internet glasovanje bilo iznimno popularno u Engleskoj, postojala je mogućnost da mladi Valencia prema broju glasova pobijedi najvećeg favorita - Christiana Ronalda. Antonio Valencia skupio je najviše glasova, ali pobjednik se određivao kombinacijom internet glasova i ocjena žirija. Tako je u konačnici, Gillette nagradu za najboljeg mladog igrača osvojio - Lukas Podolski.
Osim na SP-u 2006, Antonio Valencia je s ekvadorskom reprezentacijom nastupao je na Copa América 2007.

## Osvojeni trofeji

### Klupski trofeji
| Ekvador           | Ekvador              | Ekvador  |
| Klub              | Natjecanje           | Sezona   |
| ----------------- | -------------------- | -------- |
| El Nacional       | Ekvadorsko prvenstvo | 2005.    |
| Engleska          |                      |          |
| Manchester United | Liga kup             | 2009./10 |

### Individualni trofej
| Trofej               | Godina |
| -------------------- | ------ |
| Trofej Alan Hardaker | 2010.  |

## Vanjske poveznice
- Soccerbase.com  Arhivirana inačica izvorne stranice od 12. srpnja 2009. (Wayback Machine)
- www.fifa.com  Arhivirana inačica izvorne stranice od 13. lipnja 2011. (Wayback Machine)
- Profil igrača na stranicama Man Uniteda